# Тампа-Бэй Лайтнинг
«Та́мпа-Бэй Ла́йтнинг» (англ. Tampa Bay Lightning) — профессиональный хоккейный клуб, выступающий в НХЛ. Базируется в городе Тампа, агломерация Тампа — Сент-Питерсберг — Клируотер, штат Флорида, США. Трёхкратный обладатель Кубка Стэнли (2004, 2020 и 2021).

## История

### Расширение лиги и первые годы

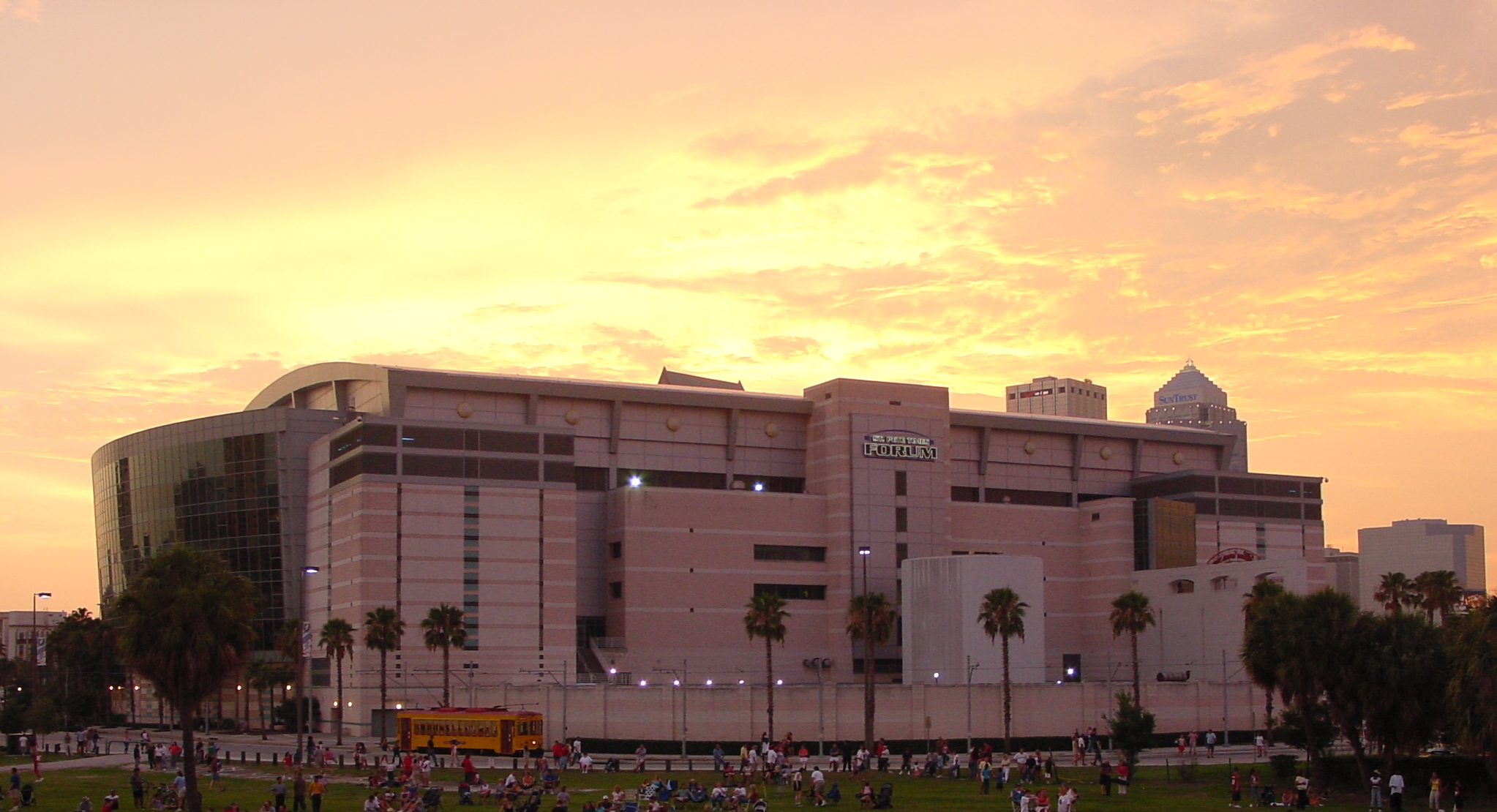
«Амали-арена» — домашний стадион «Лайтнинг»

Команда «Тампа-Бэй Лайтнинг» провела свой первый сезон в НХЛ в 1992/93 годах. Идея создания хоккейного клуба в районе городов Тампы и Сент-Питерсберга (штат Флорида) родилась у Фила Эспозито, нашедшего поддержку у адвоката Хэнри Ли Пола и Мела Лоуэлла. Однако у них возникли проблемы в поиске инвесторов, которые помогли бы собрать 50 млн долларов для вступительного взноса в НХЛ. В практически безвыходной ситуации Эспозито предпринял смелый шаг, направив свои поиски в Японию. После многочисленных переговоров и встреч с представителями различных японских корпораций первый взнос был внесён компанией «Кокусаи Грин», ставшей фактически хозяином команды.
В декабре 1991 года НХЛ утвердило включение в лигу клубов «Оттава Сенаторз» и «Тампа-Бэй Лайтнинг». Фил Эспозито занял пост генерального менеджера флоридской команды, а Тони Эспозито стал главой скаутской службы клуба. «Молнии» привлекли к себе внимание ещё до начала сезона, когда в одном из выставочных матчей за них сыграла голкипер Манон Реом — первая и до сих пор единственная женщина, выходившая на лёд в составе команды Национальной хоккейной лиги.
До постройки новой арены в Тампе свой первый сезон «Лайтнинг» провели на стадионе «Флорида Стэйт Фэйрграунд Экспо Холл». Команда набрала 53 очка в 84 матчах в сезоне 1992/93 и не попала в плей-офф. Лидером «молний» стал Брайан Брэдли, набравший 86 очков (42+44) и ставший первым представителем «Лайтнинг» на матче всех звёзд НХЛ.
На следующий сезон команда перебралась во вмещавший 28 000 зрителей «Санкоуст Доум» в Сент-Питерсберге. В тот год «Лайтнинг» выступили намного лучше, во многом благодаря успешной игре вратаря Даррена Пуппы и нападающего Петра Климы, улучшив свои показатели по сравнению с предыдущим сезоном на 18 очков, но снова остались далеко от места, дававшего шанс на участие в плей-офф. На своих домашних матчах команда собирала в среднем 19 656 болельщиков, но многие места были очень дешёвыми и финансовое положение клуба значительно ухудшилось. В 1995 году «Лайтнинг» набрали 37 очков в 48 играх и снова не попали в розыгрыш Кубка Стэнли.

### Первое участие в плей-офф
Дела пошли на поправку в сезоне 1995/96, когда защитник Роман Гамрлик и нападающий Александр Селиванов подняли свою игру на более высокий уровень. «Лайтнинг» сумели обогнать в борьбе за 8-е место в Восточной конференции обладателя Кубка Стэнли «Нью-Джерси Девилз» и в первый раз пробились в плей-офф. В первом раунде им пришлось встретиться с «Филадельфией», и хотя после трёх игр серии Тампа вела 2:1, «Флайерз» сумели переломить ход, выиграть последующие три матча, а с ними и всю серию.
Перед сезоном 1996/97 «Лайтнинг» переехали на новый стадион в Тампе, который вскоре получил название «Сандердом». Из-за нестабильной игры вратарей и спада в игре многих ведущих игроков многообещающий год закончился полным провалом, и команда снова оказалась вне плей-офф. Японские хозяева выставили команду на продажу, но запрашиваемая цена в $230 млн, сниженная вскоре до $167 млн, не привлекала потенциальных покупателей.
Перед своим следующим сезоном «Лайтнинг» потеряли своего ведущего нападающего Криса Грэттона, соблазнённого большим контрактом с «Филадельфией», затем получил травму вратарь Пуппа, и команда покатилась вниз по турнирной таблице. Эспозито уволил тренера Тэрри Криспа и пригласил на этот пост Жака Демера. Однако ничто не могло помочь клубу, даже возвращение Грэттона после обмена с «Филадельфией», и «Тампа» закончила сезон 1997/98 с худшим показателем в своей истории, набрав всего 44 очка в 82 играх.

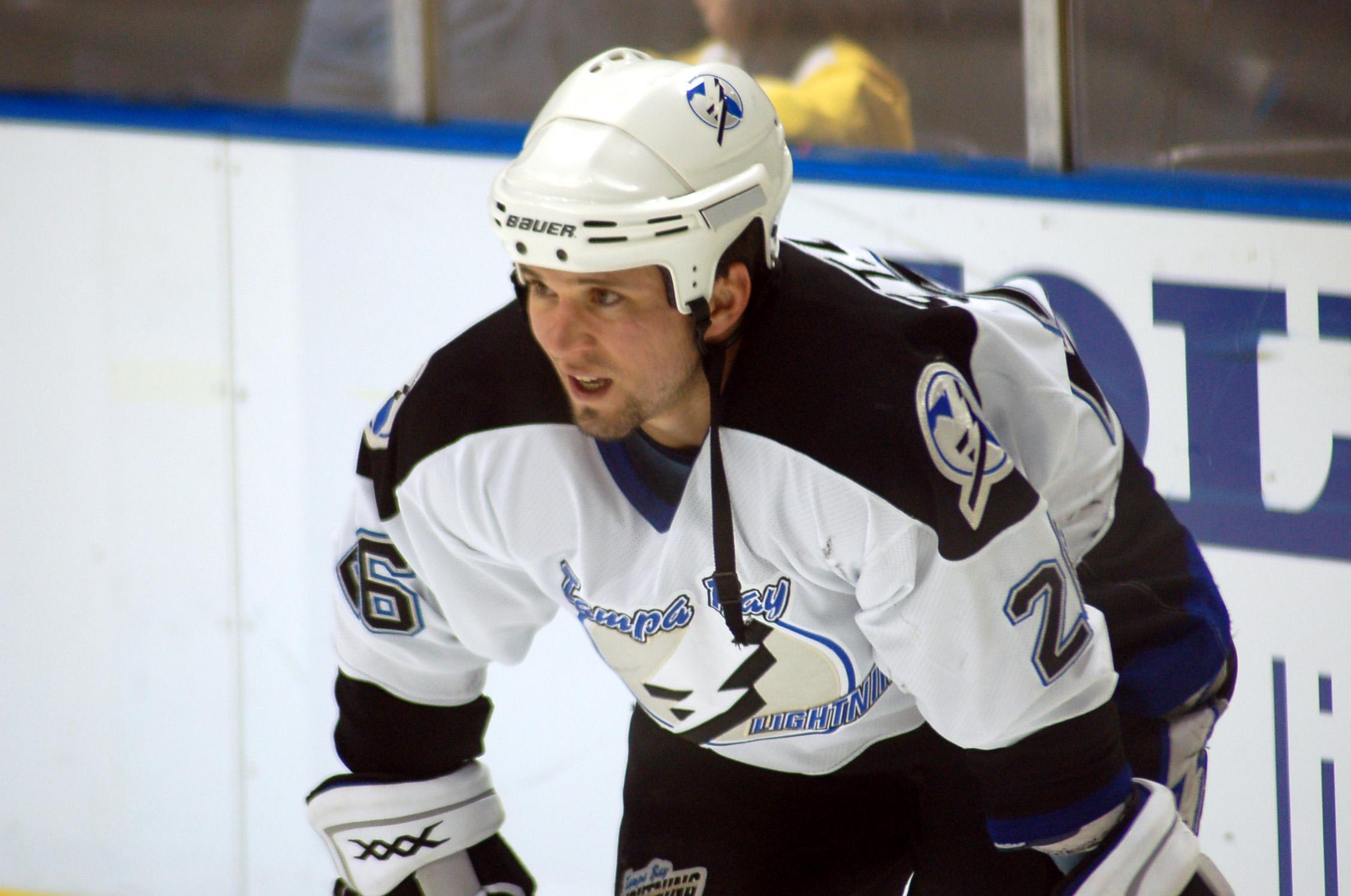
Мартен Сан-Луи провёл в составе «Тампы» 13 сезонов

Перед сезоном 1998/99 в «Тампе» началась перестройка. Команда была продана американскому миллионеру Арту Уильямсу. Произошли перемены и в руководстве клуба — в начале сезона был уволен Эспозито; многие ветераны команды были обменяны, и на их места пришли молодые игроки. Но «Лайтнинг» осталась среди аутсайдеров НХЛ.

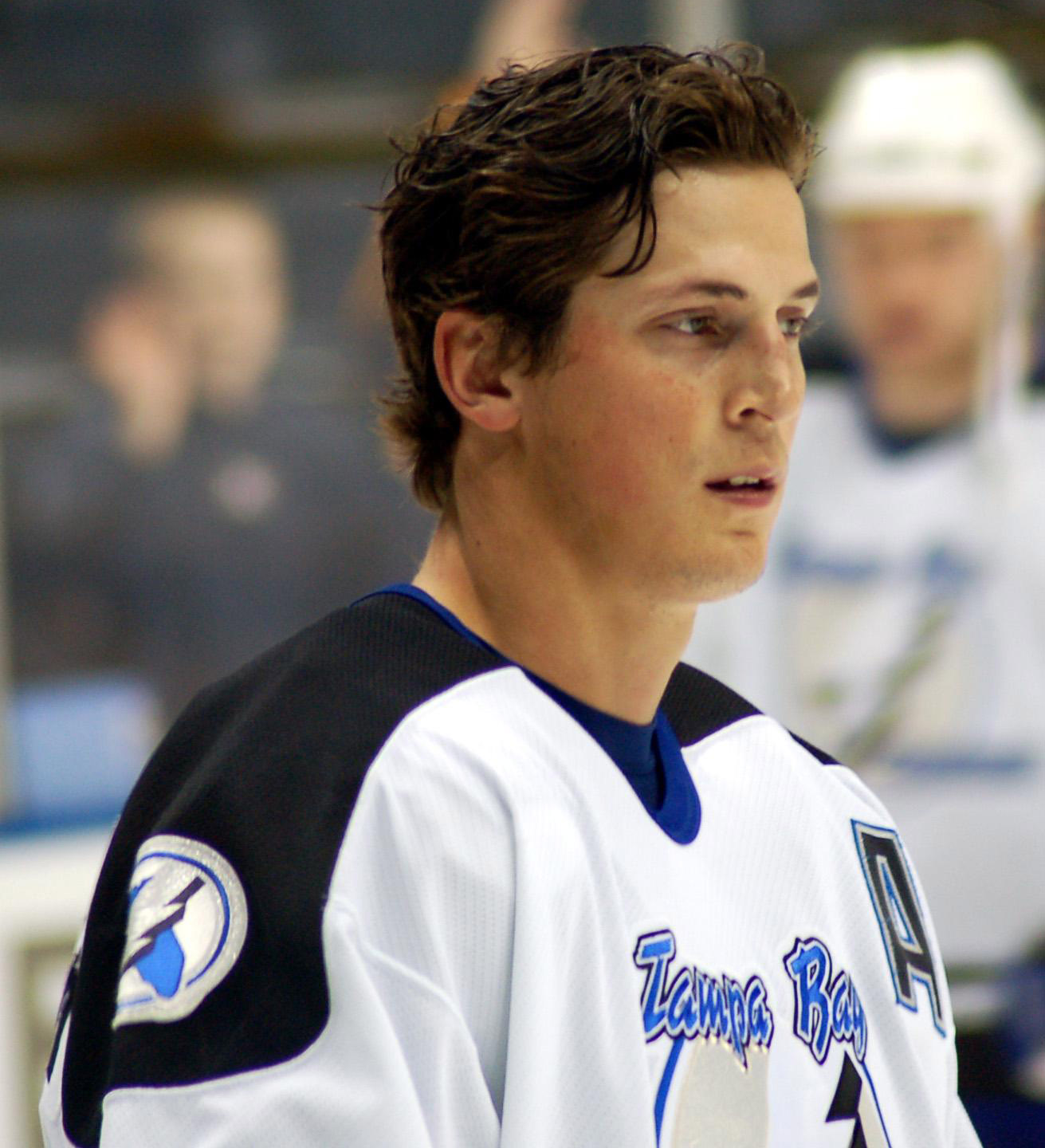
Венсан Лекавалье — был капитаном клуба 5 сезонов

В сезоне 1999/2000 перестройка продолжилась уже с новым тренером Людвигом. «Лайтнинг» снова финишировали внизу турнирной таблицы, но у команды стали проявляться проблески в игре, которые, в первую очередь, связаны с первым номером драфта 1998 года нападающим Венсаном Лекавалье. В 2001 году «Тампа Бэй» сделали свой самый громкий обмен, приобретя российского голкипера Николая Хабибулина из «Финикс Койотис».

### Команда Джона Тортореллы и первый Кубок Стэнли
Переломным стал сезон 2002/03. Со старшим тренером Джоном Тортореллой, разыгравшимися форвардами Мартеном Сан-Луи, Лекавалье, Брэдом Ричардсом и надежно действовавшим Николаем Хабибулиным «молнии» вошли в число сильнейших команд лиги. Уступив в тот год во втором раунде плей-офф «Нью-Джерси Девилз», в 2004 году «Лайтнинг» удивили многих, заняв сначала первое место в регулярном чемпионате в Восточной конференции, а затем пройдя всю дистанцию в плей-офф и выиграв свой первый Кубок Стэнли.

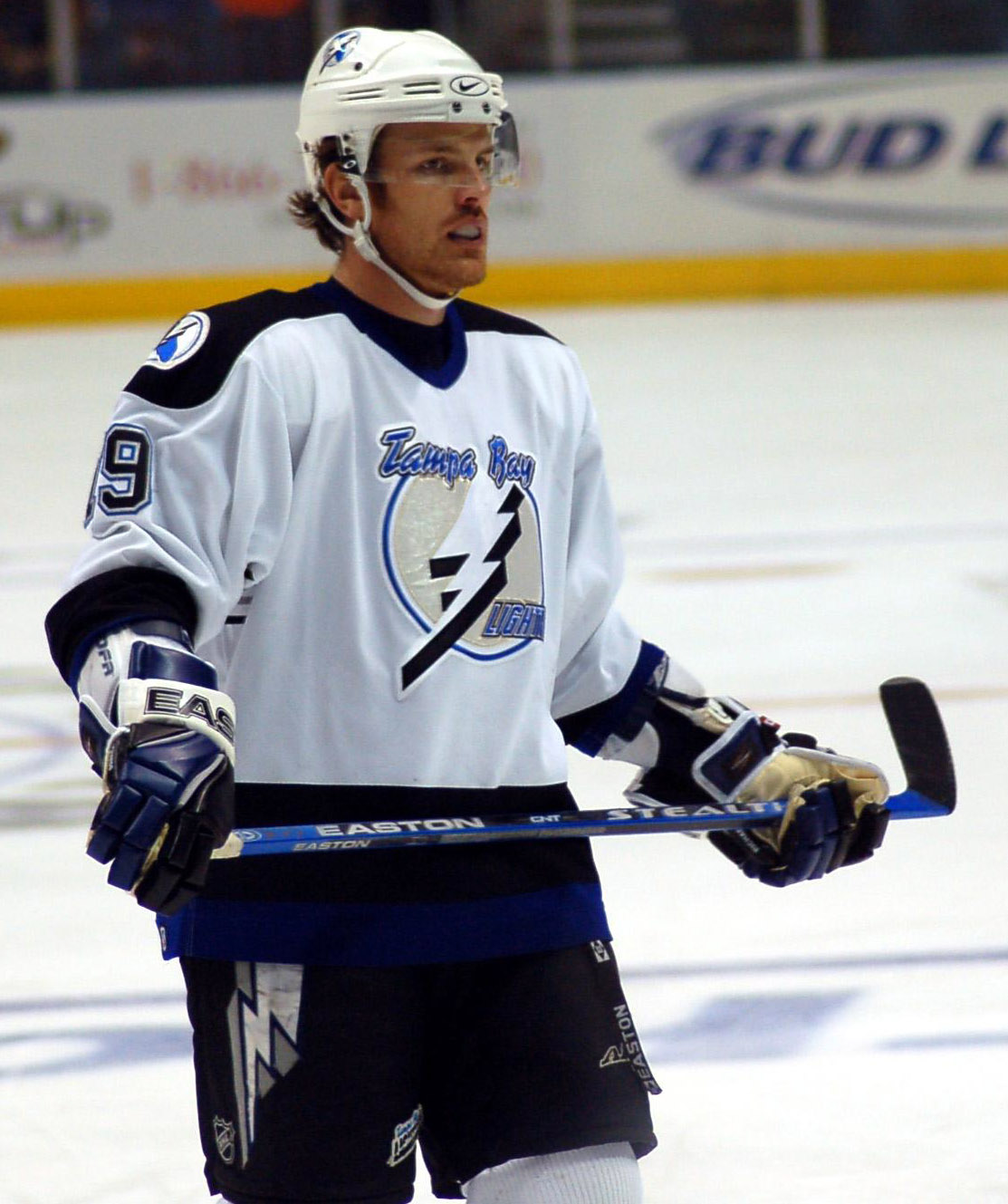
Брэд Ричардс — обладатель «Конн Смайт Трофи» 2004

В финале «Тампа» в семи матчах обыграла «Калгари Флэймз». Голкипер «Тампы» Хабибулин пропускал всего по 1.71 шайбы за игру, а обладатель Конн Смайт Трофи для лучшего игрока плей-офф, Брэд Ричардс набрал 26 очков (12+14) в 23 матчах. Также 12 шайб забросил Руслан Федотенко, в то время как Мартен Сан-Луи с 94 очками стал лучшим бомбардиром регулярного чемпионата.
Ввод «потолка зарплат» в НХЛ сразу после локаута 2005 года нанёс чувствительный удар «молниям» — команда просто не нашла достаточное место в бюджете для всех своих «звёзд», и Николай Хабибулин перебрался в «Чикаго Блэкхокс». В отсутствие российского голкипера игра вратарей стала самым слабым звеном «Тампы» в сезоне 2005/06, и клуб с большим трудом пробился в плей-офф, чтобы там уже в первом раунде проиграть в пяти поединках «Оттаве».

### Перестройка и поражение в финале
После неудачных сезонов с 2008 по 2010 годы в «Тампе» произошла значительная реорганизация. Место генерального менеджера занял Стив Айзерман, а главным тренером стал Ги Буше. В сезоне 2010/11 команда заняла 5-е место в Восточной конференции и впервые с 2006 года попала в плей-офф. Одолев в упорном семиматчевом противостоянии «Питтсбург Пингвинз», в следующем раунде «Тампа» неожиданно всухую, в четырёх матчах, побеждает победителя конференции — «Вашингтон Кэпиталз». Финал Восточной конференции против «Бостон Брюинз» также растянулся на семь матчей, но в решающей игре «молнии» уступили, пропустив лишь одну шайбу. Огромную роль в успешном выступлении команды сыграл 41-летний вратарь Дуэйн Ролосон, также блистал форвард третьего звена Шон Бергенхайм, забивший семь шайб.
Несмотря на успешное выступление в предыдущем сезоне, в сезоне 2011/12 «молнии» разочаровали своих болельщиков, заняв лишь десятое место в Восточной конференции и не попав в плей-офф. При этом молодая звезда «Тампы-Бэй» Стивен Стэмкос стал лучшим снайпером лиги, забросив 60 шайб.
В сезоне 2012/13, который первоначально был сокращен на 42 матча из-за локаута «Лайтнинг» хорошо стартовали, однако провалили середину и концовку сезона и заняли 27-е место в общем зачете. 25 марта 2013 года наставника Ги Буше сменил его преемник Джон Купер. В сезоне 2013/2014 «Тампа» заняла второе место в Атлантическом дивизионе, уступив первое место «Бостон Брюинз». В первом раунде плей-офф «молнии» всухую уступили «Монреалю». По ходу сезона Стив Айзерман обменял Мартена Сан-Луи в «Рейнджерс», получив взамен Райана Кэллахана.

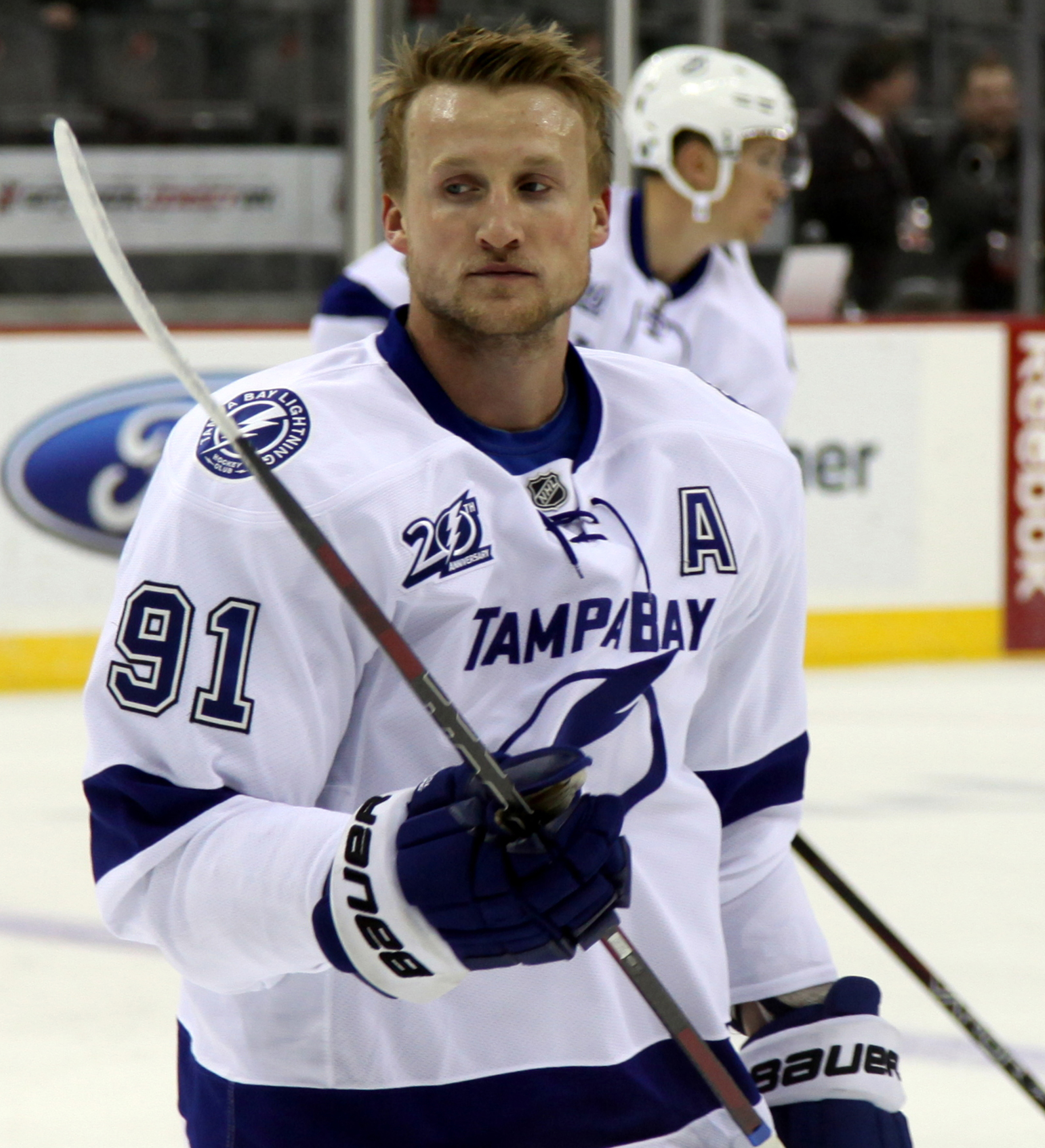
Стивен Стэмкос — капитан «Тампы» с 2014 года

Регулярный чемпионат сезона 2014/2015 «Тампа» также закончила на втором месте в дивизионе, уступив лидерство «Монреалю». В первом раунде плей-офф соперником «молний» стал «Детройт», который был обыгран в семи матчах. Во втором раунде «Тампа» встретилась с чемпионом Атлантического дивизиона «Монреаль Канадиенс» и обыграла его со счётом 4-2. В финале Восточной конференции, в семи матчах был обыгран прошлогодний финалист Кубка Стэнли, «Нью-Йорк Рейнджерс». В финале Кубка Стэнли «Тампа» уступила в шести матчах «Чикаго Блэкхокс». «Тампа-Бэй Лайтнинг» стала первой командой в НХЛ, которая встречалась с четырьмя командами Оригинальной шестёрки по ходу одного розыгрыша плей-офф. Одним из главных факторов успеха команды стала результативная игра звена Тайлера Джонсона, выступающего вместе с Ондржеем Палатом и Никитой Кучеровым, которое прозвали в НХЛ «Тройняшками» (англ. The Triplets).
В сезоне 2015/2016 «Тампа» уверенно вышла в плей-офф, уступив в своем дивизионе лишь «Флориде Пантерз». В первом и втором раундах команда уверенно разобралась с «Детройтом» и «Нью-Йорк Айлендерс» в 5 матчах. В финале конференции «молнии», ослабленные травмами Стивена Стэмкоса, сыгравшего лишь в последнем матче в плей-офф, и вратаря Бена Бишопа, уступили в 7 матчах будущему обладателю Кубка Стэнли «Питтсбург Пингвинз». Лучшим снайпером и бомбардиром команды стал Никита Кучеров, забросивший 11 шайб и набравший 19 очков в 17 матчах. По окончании сезона «Лайтнинг» продлили контракты с лидерами клуба: со Стэмкосом на 8 лет, с Кучеровым на 3 года, с Виктором Хедманом на 8 лет, а также Алексом Киллорном на 7 лет
Сезон 2016/17 стал самым неудачным для «Болтс» за последние годы. В начале сезона команда из-за травмы мениска потеряла до конца сезона капитана Стивена Стэмкоса, затем выбыл Райан Кэллахан. В концовке сезона команда выдала финишный спурт, но не смогла пробиться в плей-офф, заняв 10-е место в Восточной конференции. В межсезонье «Тампа» обменяла Джонатана Друэна на Михаила Сергачева в «Монреаль», потеряла на драфте расширения Джейсона Гаррисона, подписала контракты с четырёхкратным обладателем Кубка Стэнли Крисом Кунитцем и Дэном Жирарди и продлила Тайлера Джонсона и Ондржея Палата на 7 и 5 лет соответственно.
В сезоне 2017/18 «Тампа» вернулась на лидирующие позиции. Капитан Стивен Стэмкос восстановился от травм и провёл удачный сезон, набрав 86 очков в 78 матчах. На новый уровень вывел свою игру нападающий Никита Кучеров, который стал первым с сезона 2006/07 игроком «Лайтнинг», достигшим рубежа в 100 набранных очков. Также успешную игру показали молодые игроки команды Брэйден Пойнт, Янни Гурд и Михаил Сергачёв. Андрей Василевский прочно закрепился в качестве основного голкипера команды, уверенно провёл чемпионат, разделив первое место в лиге по количеству побед и матчей на ноль, и был номинирован на приз лучшему вратарю лиги («Везина Трофи»). В дедлайн клуб выменял у «Нью-Йорк Рейнджерс» Райана Макдону и Джей Ти Миллера на Владислава Наместникова и драфт-пики. «Тампа-Бэй» в регулярном чемпионате набрала 113 очков, стала чемпионом своего дивизиона и Восточной конференции и вышла в плей-офф. В плей-офф «молнии» дошли до финала Восточной Конференции, в котором уступили будущему обладателю Кубка Стэнли, «Вашингтон Кэпиталз», в 7 матчах.

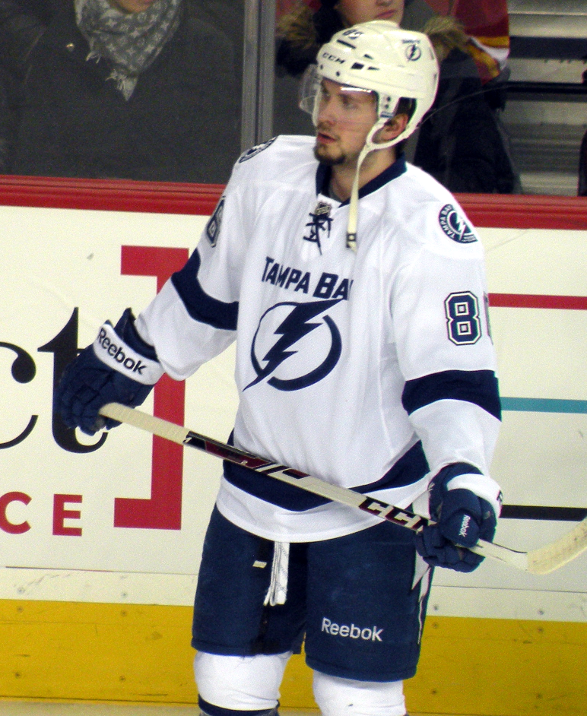
Никита Кучеров в сезоне 2023/24 набрал рекордные для себя и клуба 144 очка

В сезоне 2018/19 было переписано множество как командных, так и индивидуальных рекордов клуба. В регулярном чемпионате «Тампа» установила новые рекорды по количеству побед и набранных очков, а также впервые в своей истории стала обладателем Президентского Кубка. Нападающий «молний» Никита Кучеров побил рекорд Венсана Лекавалье по количеству набранных очков за сезон, а также установил новое достижение по количеству результативных передач. 18 марта 2019 года капитан «Лайтнинг» Стивен Стэмкос вышел на 1-е место в списке лучших снайперов клуба, обойдя Лекавалье. По итогам регулярного чемпионата «Тампа» набрала 128 очков одержав 62 победы, что является повторением рекорда НХЛ по количеству побед установленного «Детройт Ред Уингз» в сезоне 1995/96. Однако в первом же раунде плей-офф «Тампа» сенсационно уступила «Коламбус Блю Джекетс» в четырёх матчах серии и стала первым в истории НХЛ обладателем Президентского Кубка, не выигравшим ни одного матча плей-офф.

### Чемпионский дубль
Первую половину регулярного чемпионата 2019/20 команда играла нестабильно, чередуя победы и поражения, однако во второй половине «Тампа» прибавила, выдав две победные серии из 10 и 11 матчей подряд. 12 марта 2020 года лига приостановила проведение регулярного чемпионата из-за пандемии коронавируса, а 26 мая было объявлено, что он продолжен не будет, а сезон возобновится со стадии плей-офф. Таким образом, «Лайтнинг» по итогам чемпионата заняли 2-е место в Восточной конференции. В первом раунде плей-офф «молнии» в пяти матчах обыграли своего прошлогоднего обидчика «Коламбус Блю Джекетс». Первый матч этой серии завершился победой «Тампы» в 5-м овертайме и стал самым продолжительным в истории обеих команд, а также 4-м в истории НХЛ по продолжительности. Во втором раунде «Лайтнинг» также в пяти матчах обыграли обладателя Президентского кубка 2020 «Бостон Брюинз», а в финале конференции был обыгран «Нью-Йорк Айлендерс» со счётом 4-2. Соперником по финалу стал «Даллас Старз», который хоккеисты из Тампы обыграли в шести матчах и завоевали второй в истории клуба Кубок Стэнли. Самым ценным игроком плей-офф был признан защитник чемпионов Виктор Хедман.
Из-за продолжавшейся пандемии коронавируса, лига в сезоне 2020/21 перешла на новый формат проведения чемпионата, изменив составы дивизионов и упразднив конференции. Регулярный чемпионат стартовал 13 января 2021 года, в котором команды проводили по 56 матчей только со своими соперниками по дивизиону. «Тампа» была определена в Центральный дивизион вместе с «Даллас Старз», «Детройт Ред Уингз», «Каролиной Харрикейнз», «Коламбус Блю Джекетс», «Нэшвилл Предаторз», «Флоридой Пантерз» и «Чикаго Блэкхокс». По итогам регулярного чемпионата «Тампа» набрала 75 очков и заняла 3-е место в дивизионе. Перед стартом плей-офф в состав «молний» вернулся нападающий Никита Кучеров, который пропустил всю «регулярку», восстанавливаясь после перенесённой операции на бедре. Также из-за проблем с пересечением канадско-американской границы в условиях пандемии коронавируса, первые два раунда розыгрыша плей-офф игрались внутри дивизионов. Соперником «Лайтнинг» по первому раунду стала «Флорида Пантерз», которую «Тампа» обыграла в шести матчах. Во втором раунде была повержена «Каролина» со счётом 4-1. В полуфинале Кубка Стэнли «Лайтнинг» снова встретились с «Нью-Йорк Айлендерс» и обыграли его в семи матчах. Соперником по финалу стал «Монреаль Канадиенс». «Тампа» обыграла «Хабс» со счётом 4-1 и защитила титул. Самым ценным игроком плей-офф стал вратарь «молний» Андрей Василевский. 
В сезоне 2021/22 НХЛ вернулась к привычному формату проведения чемпионата. По итогам 82 матчей регулярного чемпионата «Тампа» набрала 110 очков и заняла 3-е место в Атлантическом дивизионе. В первом раунде плей-офф «Лайтнинг» в семи матчах обыграли «Торонто Мейпл Лифс», а во втором «в сухую» обладателя Президентского кубка «Флориду Пантерз». В финале Восточной конференции, уступая по ходу серии со счётом 0-2, «Тампа» в шести матчах выиграла у «Нью-Йорк Рейнджерс» и третий год подряд вышла в финал, что последний раз удавалось «Эдмонтон Ойлерз» в период с 1983 по 1985 года. Однако выиграть свой третий подряд Кубок Стэнли не удалось, команда уступила трофей «Колорадо Эвеланш» в шести матчах.

## Статистика
| Сезон   | Конференция | Дивизион      | Регулярный чемпионат | Регулярный чемпионат | Регулярный чемпионат | Регулярный чемпионат | Регулярный чемпионат | Регулярный чемпионат | Плей-офф |
| Сезон   | Конференция | Дивизион      | Место                | И                    | В                    | П                    | ПО                   | Очки                 | Плей-офф |
| ------- | ----------- | ------------- | -------------------- | -------------------- | -------------------- | -------------------- | -------------------- | -------------------- | --- |
| 2018–19 | Восточная   | Атлантический | 1                    | 82                   | 62                   | 16                   | 4                    | 128                  | Поражение в первом раунде 0-4 (Коламбус) |
| 2019–20 | Восточная   | Атлантический | 2                    | 70                   | 43                   | 22                   | 6                    | 92                   | Победа в первом раунде 4-1 (Коламбус) Победа во втором раунде 4-1 (Бостон) Победа в финале конференции 4-2 (Айлендерс) Победа в финале Кубка Стэнли 4-2 (Даллас)         |
| 2020–21 | —           | Центральный   | 3                    | 56                   | 36                   | 17                   | 3                    | 75                   | Победа в первом раунде 4-2 (Флорида) Победа во втором раунде 4-1 (Каролина) Победа в полуфинале Кубка Стэнли 4-3 (Айлендерс) Победа в финале Кубка Стэнли 4-1 (Монреаль) |
| 2021–22 | Восточная   | Атлантический | 3                    | 82                   | 51                   | 23                   | 8                    | 110                  | Победа в первом раунде 4-3 (Торонто) Победа во втором раунде 4-0 (Флорида) Победа в финале конференции 4-2 (Рейнджерс) Поражение в финале Кубка Стэнли 2-4 (Колорадо)    |
| 2022–23 | Восточная   | Атлантический | 3                    | 82                   | 46                   | 30                   | 6                    | 98                   | Поражение в первом раунде 2-4 (Торонто) |
| 2023–24 | Восточная   | Атлантический | 4                    | 82                   | 45                   | 29                   | 8                    | 98                   | Поражение в первом раунде 1-4 (Флорида) |
| 2024–25 | Восточная   | Атлантический | 2                    | 82                   | 47                   | 27                   | 8                    | 102                  | Поражение в первом раунде 1-4 (Флорида) |

## Команда

### Текущий состав
| №                         | Игрок                     | Страна                    | Хват    | Дата рождения             | Рост (см) | Вес (кг) | Средняя зарплата ($) | Контракт до |
| Вратари                   | Вратари                   | Вратари                   | Вратари | Вратари                   | Вратари   | Вратари  | Вратари              | Вратари     |
| ------------------------- | ------------------------- | ------------------------- | ------- | ------------------------- | --------- | -------- | -------------------- | ----------- |
| 31                        | Юнас Юханссон             | Швеция                    | Левый   | 19 сентября 1995 (29 лет) | 196       | 100      | 1,250,000            | 2026/27     |
| 33                        | Брэндон Халверсон         | Соединённые Штаты Америки | Левый   | 29 марта 1996 (29 лет)    | 193       | 81       | 775,000              | 2025/26     |
| 88                        | Андрей Василевский        | Россия                    | Левый   | 25 июля 1994 (30 лет)     | 193       | 98       | 10,000,000           | 2027/28     |
| Защитники                 |                           |                           |         |                           |           |          |                      |             |
| 27                        | Райан Макдона — А         | Соединённые Штаты Америки | Левый   | 13 июня 1989 (36 лет)     | 185       | 97       | 6,750,000            | 2025/26     |
| 43                        | Даррен Рэддиш             | Канада                    | Правый  | 28 февраля 1996 (29 лет)  | 183       | 91       | 975,000              | 2025/26     |
| 64                        | Стивен Сантини            | Соединённые Штаты Америки | Правый  | 7 марта 1995 (30 лет)     | 188       | 94       | 775,000              | 2026/27     |
| 65                        | Максвелл Крозье           | Канада                    | Правый  | 19 апреля 2000 (25 лет)   | 188       | 84       | 775,000              | 2027/28     |
| 67                        | Деклан Карлайл            | Соединённые Штаты Америки | Правый  | 18 мая 2000 (25 лет)      | 188       | 87       | 775,000              | 2025/26     |
| 77                        | Виктор Хедман — К         | Швеция                    | Левый   | 18 декабря 1990 (34 года) | 198       | 101      | 8,000,000            | 2028/29     |
| 78                        | Эмиль Мартинсен Лиллеберг | Норвегия                  | Левый   | 2 февраля 2001 (24 года)  | 187       | 87       | 800,000              | 2026/27     |
| 81                        | Эрик Чернак               | Словакия                  | Правый  | 28 мая 1997 (28 лет)      | 193       | 102      | 5,200,000            | 2030/31     |
| 90                        | Янис Мозер                | Швейцария                 | Левый   | 6 июня 2000 (25 лет)      | 183       | 78       | 3,375,000            | 2025/26     |
| Левые крайние нападающие  |                           |                           |         |                           |           |          |                      |             |
| -                         | Джейкоб Пеллетье          | Канада                    | Левый   | 7 марта 2001 (24 года)    | 178       | 78       | 775,000              | 2027/28     |
| 20                        | Ник Пол                   | Канада                    | Левый   | 20 марта 1995 (30 лет)    | 193       | 104      | 3,150,000            | 2028/29     |
| 38                        | Брэндон Хэйгел            | Канада                    | Левый   | 27 августа 1998 (26 лет)  | 183       | 79       | 6,500,000            | 2031/32     |
| 53                        | Дилан Дюк                 | Соединённые Штаты Америки | Левый   | 4 марта 2003 (22 года)    | 178       | 82       | 867,500              | 2026/27     |
| Центрфорварды             |                           |                           |         |                           |           |          |                      |             |
| 11                        | Люк Гленденинг            | Соединённые Штаты Америки | Правый  | 28 апреля 1989 (36 лет)   | 180       | 87       | 800,000              | 2024/25     |
| 14                        | Конор Гики                | Канада                    | Левый   | 5 мая 2004 (21 год)       | 193       | 92       | 886,666              | 2026/27     |
| 21                        | Брэйден Пойнт             | Канада                    | Правый  | 13 марта 1996 (29 лет)    | 180       | 75       | 9,500,000            | 2029/30     |
| 28                        | Земгус Гиргенсонс         | Латвия                    | Левый   | 5 января 1994 (31 год)    | 188       | 94       | 850,000              | 2026/27     |
| 37                        | Янни Гурд                 | Канада                    | Левый   | 15 декабря 1991 (33 года) | 175       | 78       | 2,333,333            | 2030/31     |
| 59                        | Джейк Генцел              | Соединённые Штаты Америки | Левый   | 6 октября 1994 (30 лет)   | 180       | 82       | 9,000,000            | 2030/31     |
| 62                        | Джек Финли                | Канада                    | Правый  | 2 сентября 2002 (22 года) | 196       | 101      | 775,000              | 2027/28     |
| 71                        | Энтони Сирелли            | Канада                    | Левый   | 15 июля 1997 (28 лет)     | 183       | 73       | 6,250,000            | 2031/32     |
| 93                        | Гейдж Гонсалвес           | Канада                    | Левый   | 16 января 2001 (24 года)  | 183       | 82       | 1,200,000            | 2026/27     |
| Правые крайние нападающие |                           |                           |         |                           |           |          |                      |             |
| 13                        | Кэм Аткинсон              | Соединённые Штаты Америки | Правый  | 5 июня 1989 (36 лет)      | 173       | 81       | 900,000              | 2024/25     |
| 22                        | Оливер Бьоркстранд        | Дания                     | Правый  | 14 февраля 1995 (30 лет)  | 183       | 79       | 5,400,000            | 2025/26     |
| 29                        | Понтус Хольмберг          | Швеция                    | Левый   | 9 марта 1999 (26 лет)     | 183       | 92       | 1,550,000            | 2026/27     |
| 41                        | Митчелл Чаффи             | Соединённые Штаты Америки | Правый  | 26 января 1998 (27 лет)   | 185       | 91       | 800,000              | 2025/26     |
| 86                        | Никита Кучеров — А        | Россия                    | Левый   | 17 июня 1993 (32 года)    | 181       | 81       | 9,500,000            | 2026/27     |

### Штаб
| Должность            | Имя            | Страна                    | Дата рождения            | В должности |
| -------------------- | -------------- | ------------------------- | ------------------------ | ----------- |
| Генеральный менеджер | Жюльен Брисбуа | Канада                    | 24 января 1977 (48 лет)  | с 2018 года |
| Главный тренер       | Джон Купер     | Канада                    | 23 августа 1967 (57 лет) | с 2013 года |
| Помощник тренера     | Джефф Халперн  | Соединённые Штаты Америки | 3 мая 1976 (49 лет)      | с 2018 года |
| Помощник тренера     | Роб Зеттлер    | Канада                    | 8 марта 1968 (57 лет)    | с 2021 года |
| Помощник тренера     | Дэн Хайноут    | Соединённые Штаты Америки | 30 января 1977 (48 лет)  | с 2025 года |
| Тренер вратарей      | Франц Жан      | Канада                    | 4 июня 1971 (54 года)    | с 2014 года |

### Неиспользуемые номера
- 4 — Венсан Лекавалье, нападающий (1998—2013). Выведен из обращения на церемонии 10 февраля 2018 года.[15]
- 26 — Мартен Сан-Луи, нападающий (2000—2014). Выведен из обращения на церемонии 13 января 2017 года.[16]

## Игроки с наилучшими статистическими показателями
данные на 18 апреля 2025 года (жирным шрифтом выделены действующие игроки «Тампы»)

### Регулярный чемпионат
| Игрок            | Поз | И    |
| Виктор Хедман    | З   | 1131 |
| Стивен Стэмкос   | ЦН  | 1082 |
| Венсан Лекавалье | ЦН  | 1037 |
| Мартен Сан-Луи   | ПН  | 972  |
| Алекс Киллорн    | ЛН  | 805  |
| Никита Кучеров   | ПН  | 803  |
| Павел Кубина     | З   | 662  |
| Брэйден Пойнт    | ЦН  | 657  |
| Ондржей Палат    | ЛН  | 628  |
| Тайлер Джонсон   | ЦН  | 589  |

| Игрок            | Поз | О    |
| Стивен Стэмкос   | ЦН  | 1137 |
| Никита Кучеров   | ПН  | 994  |
| Мартен Сан-Луи   | ПН  | 953  |
| Венсан Лекавалье | ЦН  | 874  |
| Виктор Хедман    | З   | 794  |
| Брэйден Пойнт    | ЦН  | 635  |
| Брэд Ричардс     | ЦН  | 489  |
| Алекс Киллорн    | ЛН  | 466  |
| Ондржей Палат    | ЛН  | 423  |
| Вацлав Проспал   | ЦН  | 371  |

| Игрок            | Поз | Г   |
| Стивен Стэмкос   | ЦН  | 555 |
| Венсан Лекавалье | ЦН  | 383 |
| Мартен Сан-Луи   | ПН  | 365 |
| Никита Кучеров   | ПН  | 357 |
| Брэйден Пойнт    | ЦН  | 306 |
| Алекс Киллорн    | ЛН  | 198 |
| Виктор Хедман    | З   | 171 |
| Тайлер Джонсон   | ЦН  | 161 |
| Брэд Ричардс     | ЦН  | 150 |
| Фредерик Модин   | ЛН  | 145 |

| Игрок            | Поз | ГП  |
| Никита Кучеров   | ПН  | 637 |
| Виктор Хедман    | З   | 623 |
| Мартен Сан-Луи   | ПН  | 588 |
| Стивен Стэмкос   | ЦН  | 582 |
| Венсан Лекавалье | ЦН  | 491 |
| Брэд Ричардс     | ЦН  | 339 |
| Брэйден Пойнт    | ЦН  | 329 |
| Ондржей Палат    | ЛН  | 280 |
| Алекс Киллорн    | ЛН  | 268 |
| Вацлав Проспал   | ЦН  | 244 |

### Плей-офф
| Игрок           | Поз | И   |
| Виктор Хедман   | З   | 165 |
| Никита Кучеров  | ПН  | 147 |
| Алекс Киллорн   | ЦН  | 140 |
| Ондржей Палат   | ЛН  | 138 |
| Стивен Стэмкос  | ЦН  | 128 |
| Тайлер Джонсон  | ЦН  | 116 |
| Энтони Сирелли  | ЦН  | 103 |
| Михаил Сергачёв | З   | 100 |
| Седрик Пакетт   | ЦН  | 91  |
| Райан Макдона   | З   | 89  |

| Игрок            | Поз | О   |
| Никита Кучеров   | ПН  | 167 |
| Виктор Хедман    | З   | 117 |
| Стивен Стэмкос   | ЦН  | 101 |
| Ондржей Палат    | ЛН  | 94  |
| Брэйден Пойнт    | ЦН  | 87  |
| Алекс Киллорн    | ЦН  | 77  |
| Мартен Сан-Луи   | ПН  | 68  |
| Тайлер Джонсон   | ЦН  | 65  |
| Венсан Лекавалье | ЦН  | 52  |
| Брэд Ричардс     | ЦН  | 47  |

| Игрок            | Поз | Г  |
| Никита Кучеров   | ПН  | 53 |
| Стивен Стэмкос   | ЦН  | 50 |
| Ондржей Палат    | ЛН  | 48 |
| Брэйден Пойнт    | ЦН  | 42 |
| Алекс Киллорн    | ЦН  | 37 |
| Мартен Сан-Луи   | ПН  | 33 |
| Тайлер Джонсон   | ЦН  | 32 |
| Венсан Лекавалье | ЦН  | 24 |
| Виктор Хедман    | З   | 23 |
| Брэд Ричардс     | ЦН  | 18 |

| Игрок            | Поз | ГП  |
| Никита Кучеров   | ПН  | 114 |
| Виктор Хедман    | З   | 94  |
| Стивен Стэмкос   | ЦН  | 51  |
| Ондржей Палат    | ЛН  | 46  |
| Брэйден Пойнт    | ЦН  | 45  |
| Алекс Киллорн    | ЦН  | 40  |
| Мартен Сан-Луи   | ПН  | 35  |
| Тайлер Джонсон   | ЦН  | 33  |
| Брэд Ричардс     | ЦН  | 29  |
| Венсан Лекавалье | ЦН  | 28  |

## Трофеи

### Командные
| Год                          | Трофей                    | Трофей |
| ---------------------------- | ------------------------- | ------ |
| 2004, 2020, 2021             | Кубок Стэнли (3)          |        |
| 2004, 2015, 2020, 2021, 2022 | Приз принца Уэльского (5) |        |
| 2019                         | Президентский Кубок       |        |

### Индивидуальные
| Год              | Имя                | Трофей                                 |
| ---------------- | ------------------ | -------------------------------------- |
| 1999             | Джон Каллен        | Билл Мастертон Трофи                   |
| 2004, 2013       | Мартен Сан-Луи     | Арт Росс Трофи (4)                     |
| 2019, 2024       | Никита Кучеров     | Арт Росс Трофи (4)                     |
| 2004             | Джон Торторелла    | Джек Адамс Эворд                       |
| 2004             | Брэд Ричардс       | Конн Смайт Трофи (3)                   |
| 2020             | Виктор Хедман      | Конн Смайт Трофи (3)                   |
| 2021             | Андрей Василевский | Конн Смайт Трофи (3)                   |
| 2004             | Брэд Ричардс       | Леди Бинг Трофи (4)                    |
| 2010, 2011, 2013 | Мартен Сан-Луи     | Леди Бинг Трофи (4)                    |
| 2004             | Мартен Сан-Луи     | Тед Линдсэй Эворд (2)                  |
| 2019             | Никита Кучеров     | Тед Линдсэй Эворд (2)                  |
| 2018             | Виктор Хедман      | Джеймс Норрис Трофи                    |
| 2004             | Мартен Сан-Луи     | НХЛ Плюс/минус Эворд                   |
| 2004             | Мартен Сан-Луи     | Харт Трофи (2)                         |
| 2019             | Никита Кучеров     | Харт Трофи (2)                         |
| 2007             | Венсан Лекавалье   | Морис Ришар Трофи (3)                  |
| 2010, 2012       | Стивен Стэмкос     | Морис Ришар Трофи (3)                  |
| 2008             | Венсан Лекавалье   | Кинг Клэнси Трофи                      |
| 2008             | Венсан Лекавалье   | Приз игроку НХЛ за благотворительность |
| 2019             | Андрей Василевский | Везина Трофи                           |
| 2023             | Стивен Стэмкос     | Приз Марка Мессье                      |

## Рекорды

### Индивидуальные
- Наибольшее количество очков за сезон: Никита Кучеров — 144 (44+100 в 2023/24)
- Наибольшее количество заброшенных шайб за сезон: Стивен Стэмкос — 60 (2011/12)
- Наибольшее количество результативных передач за сезон: Никита Кучеров — 100 (2023/24)
- Наибольшее количество штрафных минут за сезон: Зенон Конопка[англ.] — 265 (2009/10)
- Наибольшее количество очков, набранных защитником за один сезон: Виктор Хедман — 85 (20+65 в 2021/22)
- Наибольшее количество очков, набранных новичком за сезон: Янни Гурд — 64 (25+39 в 2017/18)
- Наибольшее количество побед в сезоне: Андрей Василевский — 44 (2017/18)
- Наибольшее количество «сухих» игр за сезон: Андрей Василевский — 8 (2017/18)
- Наибольшее количество побед в одном плей-офф: Андрей Василевский — 18[18] (2019/20)
- Наибольшее количество очков в одном плей-офф: Никита Кучеров — 34 (2019/20)
- Наибольшее количество голов в одном плей-офф: Брэйден Пойнт (2019/20, 2020/21) — 14
- Наибольшее количество результативных передач в одном плей-офф: Никита Кучеров — 27 (2019/20)

### Командные
- Самый посещаемый матч: 28 183 зрителя, стадион «Тандердоум» (1995/96)
- Самый продолжительный матч: 150 минут 27 секунд, матч №1 первого раунда плей-офф против «Коламбус Блю Джекетс» (2020)
- Наибольшее количество очков за сезон: 128 (2018/19)
- Наибольшее количество побед за сезон: 62 (2018/19)
- Наибольшее количество домашних побед за сезон: 32 (2014/15, 2018/19)
- Наибольшее количество гостевых побед за сезон: 30 (2018/19)
- Наибольшее количество побед подряд: 11 (2019/20)